# Nassim Dehouche
Nassim Dehouche est un ancien joueur de football algérien né le 12 août 1982 à Béjaïa. Il évolue au poste de milieu défensif.

## Biographie
Avec le club de la JS Kabylie, il joue 6 matchs en Ligue des champions de la CAF et 7 matchs en Coupe de la confédération.

## Palmarès
- Champion d'Algérie en 2008 avec la JS Kabylie.
- Vice-champion d'Algérie en 2009 avec la JS Kabylie.
- Coupe d'Algérie en 2015 avec le MO Bejaia.
- Accession en Ligue 1 en 2006 avec la JSM Béjaia.
- Accession en Ligue 2 en 2012 avec le MO Bejaia.